# Yannick Ansart
Yannick Ansart, né le 1er décembre 1979 à Bully-les-Mines, est un footballeur français international de futsal reconverti entraîneur.
Joueur amateur de CFA et de CFA 2 avec l'équipe réserve du RC Lens, il s'oriente ensuite vers le futsal, devenant international français.

## Biographie

### Enfance et formation
Yannick Ansart va au collège de son lieu de résidence, Auchy-les-Mines, puis au lycée à Beuvry où il obtient son baccalauréat littéraire. Il intègre alors l'université d'Artois à Arras pour y obtenir une licence d'anglais.
Footballeur débutant au Stade béthunois, Yannick Ansart se fait remarquer en jouant sous le maillot de la sélection Nord - Pas-de-Calais. Repéré par quelques clubs professionnels, il peut rejoindre le FC Sochaux mais fait le choix de rester dans sa région d'origine en intégrant le centre de formation du Racing Club de Lens. Il porte ainsi le maillot des sang et or jusqu'au CFA avec l'équipe réserve.

### Footballeur
Yannick Ansart ne signe pas de contrat professionnel à Lens revient à Béthune pour jouer en CFA2 pendant trois saisons puis tire finalement un trait sur le monde du football traditionnel.
Il accepte alors de passer au futsal, toujours à Béthune. Fin technicien, il s'adapte à ce sport qui, en France, en est encore à ses balbutiements. Jouant avec l'équipe de Division d'honneur, alors le plus haut niveau possible dans le pays, il en devient un élément essentiel, au point d'être retenu pour un stage de présélection en équipe de France.
En décembre 2004, Yannick Ansart connaît sa première sélection à l'occasion d'une double confrontation avec la Roumanie.
Yannick Ansart connaît deux titularisations en équipe de France de futsal.

### Entraîneur
Éducateur dans une école, Yannick Ansart devient conseiller technique départemental au District de football d'Artois de football en 2005.
À partir de 2011, Ansart est manager général du Football Club Féminin Hénin-Beaumont succédant à Philippe Piette sur le banc héninois. En avril 2014, Ansart est écarté de son rôle à la suite des mauvais résultats en D1 et une altercation avec un arbitre, lui valant neuf mois de suspension de banc de touche et de vestiaires d'arbitres.
Fin octobre 2016, Yannick Ansart rejoint l'Orchies-Douai futsal. À 37 ans, celui qui possède son Diplôme d'entraîneur supérieur (DES) règle le problème d'obligation des diplômes du club depuis le départ de son prédécesseur Mastropierro. Lors de la saison 2018-2019, l'équipe remporte l'ensemble de ses dix-huit rencontres de Division D2, une première dans l’histoire du futsal en France, et remonte en D1 futsal.

## Note et référence
1. 1 2 3 4  Ph. Vincent, « Yannick Ansart », L'Écho du Pas-de-Calais, no 61,‎ février 2005
2. 1 2  « FUTSAL - Yannick Ansart rejoint le staff de l’Orchies-Douai Futsal », sur La Voix du Nord, 30 octobre 2016 (consulté le 24 mai 2020)
3. ↑  « Au football-club féminin d’Hénin-Beaumont, le coach, Yannick Ansart, passe à la trappe - La Voix du Nord », sur www.lavoixdunord.fr (consulté le 24 mai 2020)